# Tuyến nhánh Tiểu Bích Đàm
Tuyến nhánh Tiểu Bích Đàm của tàu điện ngầm Đài Bắc là một nhánh nhánh cao, công suất cao của tuyến Tùng Sơn-Tân Điếm. Nó lần đầu tiên được mở cho dịch vụ vào ngày 29 tháng 9 năm 2004. Tuyến dài 1,9 km (1,2 mi) và bao gồm hai trạm.

## Ga
| Mã   | Tên ga                                     | Tên ga            | Chuyển đổi | Vị trí   | Vị trí  |
| Mã   | Tiếng Việt                                 | Tiếng Trung       | Chuyển đổi | Vị trí   | Vị trí  |
| ---- | ------------------------------------------ | ----------------- | ---------- | -------- | ------- |
|      |                                            |                   |            |          |         |
| G03  | Thất Trương                                | 七張              |            | Tân Điếm | Tân Bắc |
| G03A | Tiểu Bích Đàm (Xindian Senior High School) | 小碧潭 (新店高中) |            | Tân Điếm | Tân Bắc |
|      |                                            |                   |            |          |         |